# Formigueret dorsiestriat
El formigueret dorsiestriat (Myrmorchilus strigilatus) és una espècie d'ocell de la família dels tamnofílids (Thamnophilidae) i única espècie del gènere Myrmorchilus.

## Hàbitat i distribució
Pis inferior del boscos àrids a les terres baixes de l'est i sud-est de Bolívia, oest del Paraguai. nord de l'Argentina i el sud-oest i est del Brasil.